# Associazione Calcio Milano 1939-1940
Questa voce raccoglie le informazioni riguardanti l'Associazione Calcio Milano nelle competizioni ufficiali della stagione 1939-1940.

## Stagione

Bruno Berra, al Milan dal 1937 al 1941.

Prima dell'inizio della stagione c'è l'avvicendamento alla carica di presidente tra Emilio Colombo e Achille Invernizzi. Alla luce del pessimo inizio di campionato della stagione precedenza è approntato un importante calciomercato con l'acquisto di Bruno Chizzo, Piero Pasinati, Carlo Biraghi, Enrico Boniforti e con lancio dal vivaio rossonero di Paolo Todeschini. Vista l'ottima seconda parte della stagione precedente, il duo József Bánás e József Violak è confermato alla guida tecnica della squadra.
In Serie A il Milano parte bene raggiungendo, alla fine del girone d'andata, il 2º posto in classifica a soli due punti dal Bologna capolista. Nella seconda parte della stagione i rossoneri conoscono una forte involuzione che li porta poi all'8º posto finale. Lo scudetto va poi all'Ambrosiana-Inter. In Coppa Italia i rossoneri vengono invece eliminati negli ottavi di finale dalla Fiorentina.
Ancora sugli scudi il rossonero Aldo Boffi, capocannoniere della Serie A con 24 reti. Questa è l'ultima stagione per Luigi Perversi, che chiude con il calcio giocato dopo 319 presenze nel Milan.

## Divise
| Casa | Trasferta |

## Organigramma societario
Area direttiva
- Presidente: Achille Invernizzi
- Vice presidenti: Ernesto Bassi e Giuseppe Lavazzari

Area tecnica
- Allenatore: József Bánás
- Direttore tecnico: József Violak
- Medico sociale: Giuseppe Veneroni

## Rosa
| N. |                   | Ruolo | Calciatore                         |
| -- | ----------------- | ----- | ---------------------------------- |
|    | Italia (bandiera) | P     | Luigi Diamante                     |
|    | Italia (bandiera) | P     | Egidio Micheloni                   |
|    | Italia (bandiera) | P     | Mario Zorzan                       |
|    | Italia (bandiera) | D     | Bruno Berra                        |
|    | Italia (bandiera) | D     | Enrico Boniforti                   |
|    | Italia (bandiera) | D     | Giuseppe Bonizzoni                 |
|    | Italia (bandiera) | D     | Luigi Perversi                     |
|    | Italia (bandiera) | D     | Leandro Remondini                  |
|    | Italia (bandiera) | C     | Giuseppe Antonini                  |
|    | Italia (bandiera) | C     | Antonio Gino Bortoletti (capitano) |
|    | Italia (bandiera) | C     | Pietro Buscaglia                   |
|    | Italia (bandiera) | C     | Bruno Chizzo                       |

| N. |                   | Ruolo | Calciatore             |
| -- | ----------------- | ----- | ---------------------- |
|    | Italia (bandiera) | C     | Ezio Loik              |
|    | Italia (bandiera) | C     | Mario Loetti           |
|    | Italia (bandiera) | C     | Paolo Todeschini       |
|    | Italia (bandiera) | C     | Teresio Traversa       |
|    | Italia (bandiera) | C     | Riccardo Alberto Villa |
|    | Italia (bandiera) | A     | Carlo Biraghi          |
|    | Italia (bandiera) | A     | Aldo Boffi             |
|    | Italia (bandiera) | A     | Franco Bolla           |
|    | Italia (bandiera) | A     | Valerio Cassani        |
|    | Italia (bandiera) | A     | Umberto Menti          |
|    | Italia (bandiera) | A     | Piero Pasinati         |

## Calciomercato
| Acquisti | Acquisti           | Acquisti     | Acquisti |
| R.       | Nome               | da           | Modalità |
| -------- | ------------------ | ------------ | -------- |
| A        | Carlo Biraghi      | Pro Vercelli | -        |
| D        | Enrico Boniforti   | Varese       | -        |
| C        | Giuseppe Bonizzoni | Cremonese    | -        |
| C        | Bruno Chizzo       | Triestina    | -        |
| C        | Umberto Menti      | Padova       | -        |
| P        | Egidio Micheloni   | Verona       | -        |
| C        | Piero Pasinati     | Triestina    | -        |

| Cessioni | Cessioni          | Cessioni   | Cessioni |
| R.       | Nome              | a          | Modalità |
| -------- | ----------------- | ---------- | -------- |
| C        | Egidio Capra      | Lucchese   | -        |
| A        | Elpidio Coppa     | Lucchese   | -        |
| A        | Remo Cossio       | Pisa       | -        |
| D        | Giacinto Ellena   | Fiorentina | -        |
| D        | Sereno Gianesello | Venezia    | -        |
| D        | Ettore Girardengo | Ilva Novi  | -        |
| P        | Vittore Martini   | Ternana    | -        |
| A        | Giovanni Moretti  | Brescia    | -        |
| D        | Mario Provaglio   | Pisa       | -        |
| A        | Cinzio Scagliotti | Prato      | -        |

## Risultati

### Serie A

#### Girone di andata
| Arbitro: | Scarpi (Dolo) |

|                         |           |              |
| Marchini 52’ Petron 89’ | Marcatori | 16’ Pasinati |

| Arbitro: | Gamba (Napoli) |

|                     |           |                     |
| Boffi 21’, 23’, 81’ | Marcatori | 64’ (rig.) Menti II |

| Arbitro: | Mazza (Torre del Greco) |

|          |           |           |
| Neri 88’ | Marcatori | 60’ Boffi |

| Arbitro: | Forni (Trento) |

|                                                  |           |  |
| Fusco 25’ (aut.) Loik 52’ Boffi 56’ Pasinati 84’ | Marcatori |  |

| Arbitro: | Scarpi (Dolo) |

|  |           |                      |
|  | Marcatori | 50’ Pisa I 55’ Piola |

| Arbitro: | Scorzoni (Bologna) |

|           |           |  |
| Torri 43’ | Marcatori |  |

| Arbitro: | Dattilo (Roma) |

|                    |           |                          |
| Boffi 86’ Loik 90’ | Marcatori | 6’ Boriani 66’ Reguzzoni |

| Arbitro: | Zelocchi (Modena) |

|                        |           |                        |
| Varglien II 16’ Bo 24’ | Marcatori | 23’ Pasinati 36’ Boffi |

| Arbitro: | Scorzoni (Bologna) |

|                      |           |                |
| Chizzo 28’ Boffi 52’ | Marcatori | 88’ Defilippis |

| Arbitro: | Mattea (Torino) |

|            |           |                                         |
| Quario 50’ | Marcatori | 34’ Chizzo 84’, 89’ Remondini 86’ Boffi |

| Arbitro: | Galeati (Bologna) |

|                  |           |             |
| Boffi 20’ (rig.) | Marcatori | 70’ Bollano |

| Arbitro: | Scorzoni (Bologna) |

|  |           |                           |
|  | Marcatori | 19’ Chizzo 56’, 85’ Boffi |

| Arbitro: | Rosso (Torino) |

|                                   |           |  |
| Boffi 12’ (rig.), 56’ Biraghi 49’ | Marcatori |  |

| Arbitro: | Moretti (Genova) |

|                |           |           |
| Valcareggi 65’ | Marcatori | 21’ Boffi |

| Arbitro: | Bonivento (Venezia) |

|                          |           |  |
| Boffi 15’, 21’, 62’, 75’ | Marcatori |  |

#### Girone di ritorno
| Arbitro: | Scorzoni (Bologna) |

|           |           |                             |
| Boffi 17’ | Marcatori | 7’, 70’ Michelini 89’ Capri |

| Arbitro: | Scarpi (Dolo) |

|                  |           |  |
| Tagliasacchi 27’ | Marcatori |  |

| Arbitro: | Pizziolo (Firenze) |

|                            |           |                                  |
| Marchi 22’ (aut.) Loik 81’ | Marcatori | 41’ (rig.) Arcari IV 52’ Miniati |

| Arbitro: | Mattea (Torino) |

|                       |           |  |
| Dugini 2’ Begnini 67’ | Marcatori |  |

| Arbitro: | Soliani (Genova) |

|                       |           |                       |
| Barrera 43’ Piola 81’ | Marcatori | 31’ Menti I 66’ Boffi |

| Arbitro: | Zelocchi (Modena) |

|  |           |               |
|  | Marcatori | 77’, 84’ Muci |

| Arbitro: | Mattea (Torino) |

|                      |           |  |
| Reguzzoni 65’ (rig.) | Marcatori |  |

| Arbitro: | Scarpi (Dolo) |

|           |           |                           |
| Boffi 25’ | Marcatori | 17’ Buscaglia 67’ Bellini |

| Venezia 24 marzo 1940 24ª giornata | Venezia          | 0 – 2 | Milano | Stadio Pierluigi Penzo (8 000 spett.)\| Arbitro: \| Soliani (Genova) \| |
| Arbitro:                           | Soliani (Genova) |       |        |                                                                         |

| Arbitro: | Bonivento (Venezia) |

|                            |           |  |
| Loik 56’ Buscglia 65’, 71’ | Marcatori |  |

| Arbitro: | Dattilo (Roma) |

|  |           |                      |
|  | Marcatori | 18’ Loik 32’ Menti I |

| Arbitro: | Barlassina (Novara) |

|                  |           |                                                 |
| Boffi 81’ (rig.) | Marcatori | 41’ Candiani 64’ (rig.) Demaria 83’ Ferraris II |

| Arbitro: | Scotto (Savona) |

|                               |           |               |
| Pantò 9’, 20’ Provvidente 57’ | Marcatori | 70’ Buscaglia |

| Milano 26 maggio 1940 29ª giornata | Milano            | 0 – 0 | Triestina | Stadio San Siro (4 000 spett.)\| Arbitro: \| Bertolio (Torino) \| |
| Arbitro:                           | Bertolio (Torino) |       |           |                                                                   |

| Arbitro: | Mazza (Torre del Greco) |

|                      |           |                |
| Zironi 58’ Braga 70’ | Marcatori | 38’, 55’ Boffi |

### Coppa Italia

#### Sedicesimi di finale
| Arbitro: | Scarpi (Dolo) |

|  |           |                            |
|  | Marcatori | 52’ Pasinati 75’ Boniforti |

#### Ottavi di finale
| Arbitro: | Mattea (Torino) |

|               |           |            |
| Buscaglia 17’ | Marcatori | 30’ Antona |

| Arbitro: | Scorzoni (Bologna) |

|                                                     |           |  |
| Morisco 43’ Celoria 48’ Baldini 60’, 70’ Antona 89’ | Marcatori |  |

## Statistiche

### Statistiche di squadra
| Competizione | Punti            | In casa | In casa | In casa | In casa | In casa | In casa | In trasferta | In trasferta | In trasferta | In trasferta | In trasferta | In trasferta | Totale | Totale | Totale | Totale | Totale | Totale | DR |
| Competizione | Punti            | G       | V       | N       | P       | Gf      | Gs      | G            | V            | N            | P            | Gf           | Gs           | G      | V      | N      | P      | Gf     | Gs     | DR |
| ------------ | ---------------- | ------- | ------- | ------- | ------- | ------- | ------- | ------------ | ------------ | ------------ | ------------ | ------------ | ------------ | ------ | ------ | ------ | ------ | ------ | ------ | -- |
| Serie A      | 28               | 15      | 6       | 3       | 6       | 25      | 19      | 15           | 4            | 5            | 6            | 21           | 19           | 30     | 10     | 8      | 12     | 46     | 38     | +8 |
| Coppa Italia | ottavi di finale | 1       | 0       | 1       | 0       | 1       | 1       | 2            | 1            | 0            | 1            | 2            | 5            | 3      | 1      | 1      | 1      | 3      | 6      | -3 |
| Totale       | -                | 16      | 6       | 4       | 6       | 26      | 20      | 17           | 5            | 5            | 7            | 23           | 24           | 33     | 11     | 9      | 13     | 49     | 44     | +5 |

### Statistiche dei giocatori
| Giocatore     | Serie A  | Serie A | Coppa Italia | Coppa Italia | Totale   | Totale |
| Giocatore     | Presenze | Reti    | Presenze     | Reti         | Presenze | Reti   |
| ------------- | -------- | ------- | ------------ | ------------ | -------- | ------ |
| G. Antonini   | 30       | 0       | 2            | 0            | 32       | 0      |
| B. Berra      | 28       | 0       | 2            | 0            | 30       | 0      |
| C. Biraghi    | 14       | 1       | 2            | 0            | 16       | 1      |
| A. Boffi      | 30       | 24      | 1            | 0            | 31       | 24     |
| F. Bolla      | 0        | 0       | 1            | 0            | 1        | 0      |
| E. Boniforti  | 19       | 0       | 3            | 1            | 22       | 1      |
| G. Bonizzoni  | 9        | 0       | 1            | 0            | 10       | 0      |
| A. Bortoletti | 28       | 0       | 3            | 0            | 31       | 0      |
| P. Buscaglia  | 9        | 3       | 3            | 1            | 12       | 4      |
| V. Cassani    | 0        | 0       | 1            | 0            | 1        | 0      |
| B. Chizzo     | 25       | 3       | 1            | 0            | 26       | 3      |
| L. Diamante   | 4        | -6      | 0            | 0            | 4        | -6     |
| M. Loetti     | 18       | 0       | 1            | 0            | 19       | 0      |
| E. Loik       | 30       | 4       | 1            | 0            | 31       | 4      |
| U. Menti      | 13       | 2       | 2            | 0            | 15       | 2      |
| E. Micheloni  | 6        | -9      | 0            | 0            | 6        | -9     |
| P. Pasinati   | 21       | 3       | 3            | 1            | 24       | 4      |
| L. Perversi   | 2        | 0       | 0            | 0            | 2        | 0      |
| L. Remondini  | 9        | 2       | 0            | 0            | 9        | 2      |
| P. Todeschini | 7        | 0       | 1            | 0            | 8        | 0      |
| T. Traversa   | 0        | 0       | 2            | 0            | 2        | 0      |
| R. A. Villa   | 8        | 0       | 0            | 0            | 8        | 0      |
| M. Zorzan     | 20       | -21     | 3            | -6           | 23       | -27    |